# Anjorka Strechel
Anjorka Strechel, née le 12 janvier 1982 à Lunebourg en Basse-Saxe, est une actrice allemande de théâtre, de cinéma et de télévision.

## Biographie
Anjorka Strechel est née le 12 janvier 1982 à Lunebourg et y passe son enfance.
Après avoir obtenu son diplôme d'études secondaires en 2001 au Bernhard-Riemann-Gymnasium de Scharnebeck, elle étudie le théâtre à la Hochschule für Musik und Theater à Hambourg sous la direction de Pjotr Olev. Elle termine ses études en 2005 avec un diplôme. Depuis 2013 à 2017, elle étudie les sciences du sport et la philosophie à l'Université Humboldt.
Immédiatement après ses études, elle est engagée au Théâtre Osnabrück de 2005 à 2009 où elle joue dans plus de quarante pièces.
Depuis 2010, elle est actrice indépendante et vit à Berlin. Elle joue dans de grands théâtres, comme le Staatstheater Braunschweig, le Staatstheater de Hanovre et le Deutsches Theater Berlin ainsi qu'à Munich, Belgrade et Sibiu.
En 2007, elle joue pour la première fois au cinéma dans Mein Freund aus Faro écrit et réalisé par Nana Neul. Entre 2008 et 2009, elle travaille en Russie avec Vladimir Mashkov et Alexei Ouchitel pour L'Affrontement (Krai), nommé aux Golden Globes. En 2009, elle reçoit le prix du meilleur rôle féminin à l'Aigle d'or pour son interprétation de Elsa. Screen International la classe alors parmi ses "stars européennes de demain" .
Elle est  "Actrice de l'année 2010" en Russie. Le même rôle lui vaut une nomination au Nika.
Pour la télévision, elle joue dans les séries Polizeiruf 110  et Tatort (2010).

## Distinctions
- 2004 : Prix du public à la rencontre des écoles de théâtre à Hanovre pour Was Ihr Wollt
- 2010 : Aigle d'or de la meilleure actrice pour l'Affrontement[2]
- 2011 : Nomination au Nika pour le prix de la meilleure actrice pour l'Affrontement
- 2011 : Nomination au Golden Globe pour le prix du meilleur film de langue étrangère pour l'Affrontement
- 2011 : Longlist pour l'Oscar du meilleur film de langue étrangère avec l'Affrontement
- 2016 : Nomination pour le prix de la meilleure actrice l'Académie allemande pour la télévision pour In aller Freundschaft – Schlechte Chancen

## Théâtre (sélection)

### Burgfestspiele Jagsthausen
- 2002 : Le Malade imaginaire mise en scène par Helmut Strauss :  Louison
- 2014: Die Päpstin … , mise en scène d'Eva Hosemann : Johanna/Johannes Anglicus

### Thalia Theater Hamburg
- 2004 à 2005 : Tom Sawyer und Huckleberry Finn, mise en scène de Henning Bock : Amy Lawrence

### Theater Osnabrück
- 2005 : La Reine des neiges, mise en scène de Katja Wolff : Gerda
- 2007 : L'Eveil du printemps, mise en scène de Henning Bock : Wendla
- 2007 : Schule der Arbeitslosen (de), mise en scène de Nina Gühlstorff : Regien Lichtenstein
- 2008 : Nathan le sage, mise en scène de Wolfram Apprich :  Recha
- 2008: Bunbury … als Cecily Cardew (Regie: Jos van Kan)
- 2009 : Andorra, mise en scène de Jürgen Bosse : Barblin

### Staatstheater Braunschweig
- 2010 : Les Mains sales, mise en scène de Charlotte Koppenhöfer : Olga

### Staatstheater Hanovre
- 2011 :  La Reine des neiges, mise en scène de Dorothea Schroeder : Gerda

### Schauspielhaus Vienne
- 2012 : zwanzig komma drei meter ruhe, mise en scène de  Kathrin Mayr : L

### MaximiliansForum München
- 2012 : Fluchtraeume, mise en scène de Sebastian Hirn, : Holly/Mallory

### TIKK Heidelberg
- 2017 : Australischer Frost, mise en scène de Kathrin Mayr

## Filmographie
- 2005 : Cabaret Within (court métrage) : le clown
- 2005 : Polizeiruf 110 (série télévisée) : Svenja
- 2008 : Mel et Jenny (Mein Freund aus Faro) : Mel Wandel
- 2010 : L'Affrontement (Край) : Elza
- 2011 : Berlin section criminelle (série télévisée) : Inge Grabowski
- 2012 : Die Besucher : Karla
- 2013 : Das merkwürdige Kätzchen : Karin
- 2013 : SOKO Wismar (série télévisée) : Sandra Krüger
- 2014 : Die letzte Spur (série télévisée) : Kostner
- 2014 : Danni Lowinski (série télévisée) : Hashtag
- 2007-2014 : Tatort (série télévisée) : Maria Schuh
- 2015 : Der Staatsanwalt (série télévisée)
- 2015 : Valentin : Claudia
- 2018-2019 : Rote Rosen (de) (série télévisée)
- 2019 et 2020 : Praxis mit Meerblick (de)(série télévisée), épisodes 6 et 9 : patiente
- 2019 : En toute amitié (série télévisée)
- 2020 : Familie Dr. Kleist (de)(série télévisée)
- 2020 : Werkstatthelden : Marlies
- 2020 : Morden im Norden (de) (série télévisée) : Commissaire Tomke Jenssen

- 2021 : Die Eifelpraxis (de)(série télévisée), épisode Chance : épouse de Georg Röver
- 2021 : Brigade du crime (SOKO Leipzig) (série télévisée), épisode Lolita